# Музей Омеляна Стоцького
Музей Омеляна Стоцького — музей у смт. Східниця, присвячений життю та творчій праці дослідника та першовідкривача Східницького родовища мінеральних вод Омеляна Стоцького.

## Історія створення
Музей було відкрито на території санаторію «Східницькі Карпати». До цього часу існувала лише невеличка експозиція в одній кімнаті. До створення музею чимало зусиль доклала донька Омеляна Стоцького — журналістка Ганна Стоцька, яка згодом надала експонати для нього. Допомагав головний лікар санаторію «Східницькі Карпати» Зиновій Крайчик, який також надав велику фінансову підтримку музею. Екскурсії проводила Віра Володимирівна Юрченко, колишня вчителька доньки Омеляна Стоцького. Експозицію розробив завідувач відділу музею «Дрогобиччина» Володимир Пограничний.

## Експозиція
У музеї Омеляна Стоцького зібрано чимало експонатів, пов'язаних із життям та творчістю видатного діяча, котрі представлені у трьох залах.
У першій залі зібрано документи, фотокартки (фото доньки, дружини, вчителя хімії Східницької школи), відгуки тих, хто лікувався східницькими джерелами, карти, листи, які є свідченням боротьби дослідника за існування бальнеологічного курорту з бюрократами від курортології, котрі не вірили, що східницькі джерела мають велику оздоровчу силу[джерело не вказане 1622 дні]. Також тут зібрані пробірки, штатив та інше хімічне обладнання, яким користувався дослідник, його капелюх, портфель та паличка, із якими він довгий час мандрував Східницею, шукаючи цілющі води.
У другій залі представлено результати досліджень Омеляна Стоцького, зокрема, камінці та пісок з жовчного міхура і нирок пацієнтів, портрет першовідкривача, макет джерела[джерело не вказане 1622 дні].
У третій залі знаходяться особисті та сімейні речі дослідника: меблі, улюблене крісло дружини, картини, телевізор, дзеркало, ікона, що належала прародичці Стоцького, і чорний рояль, на якому грав Омелян Стоцький — пошановувач творчості Бетховена[джерело не вказане 1622 дні].